# Johann von Geyso

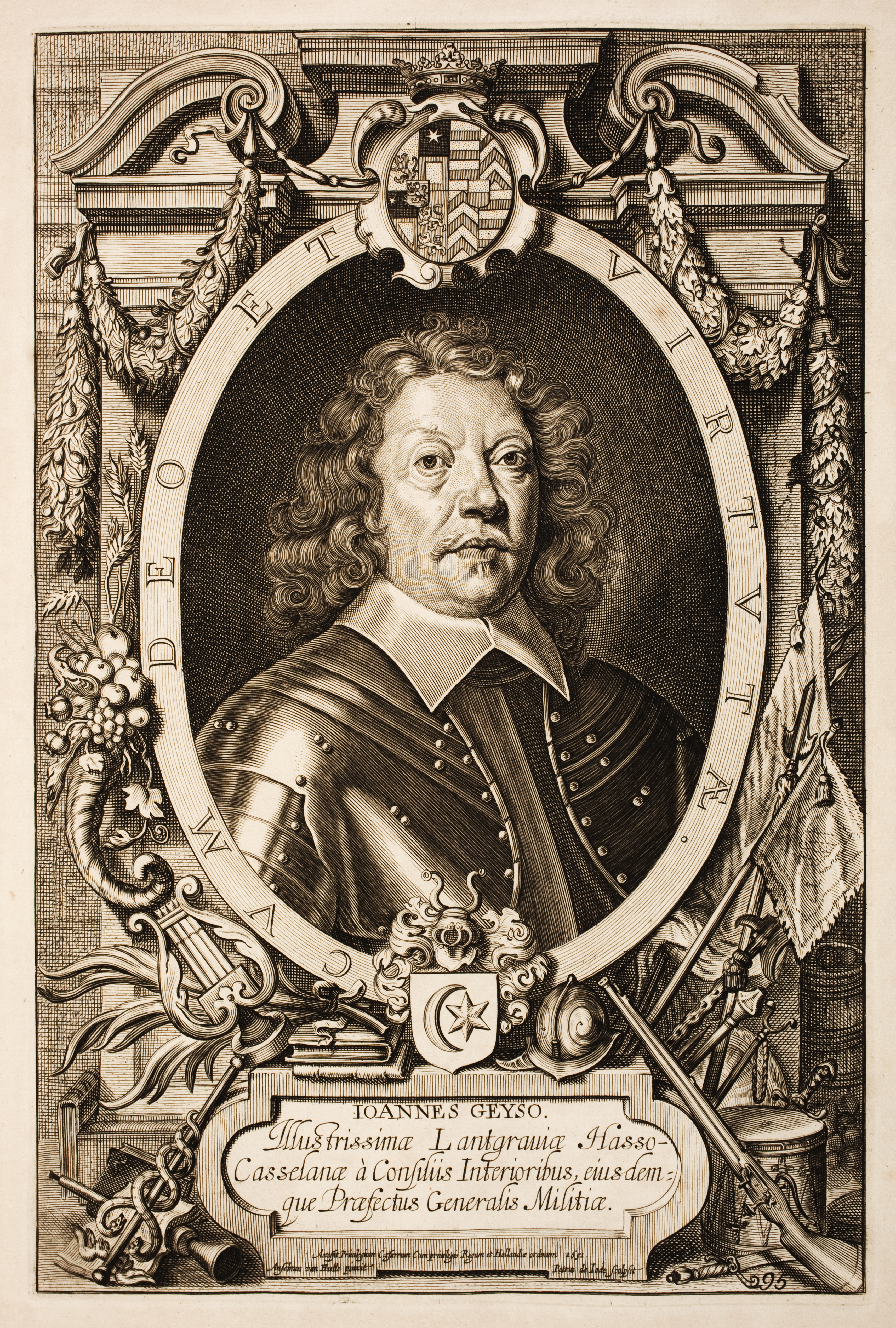
Johann von Geyso (Darstellung von 1717)

Johann Geyso, ab 1653 (Freiherr) von Geyso (* 29. Januar 1593 in Borken (Hessen); † 1. Mai 1661 in Kassel) war ein landgräflich hessen-kasselscher Generalleutnant im Dreißigjährigen Krieg, Geheimer Kriegsrat und ab 1652/53 Gutsherr in Mansbach, Glaam, Völkershausen und auf dem Gilserhof.

## Familie und Besitz

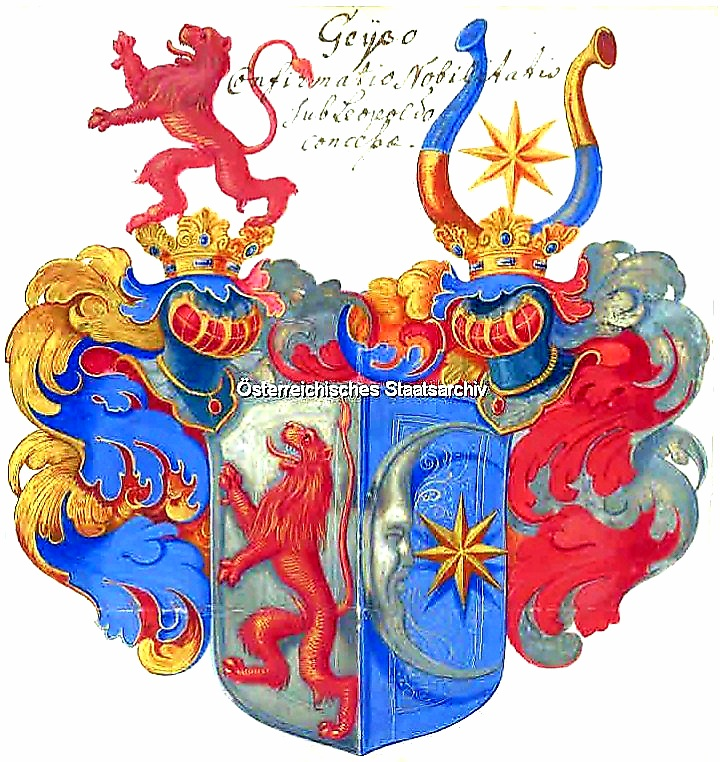
Gebessertes Wappen derer von Geyso

Geyso war ein Sohn des Peter Geyse (Geysa; Geyso) (1555–1613), landgräflich-hessischer Rentmeister in Borken, und dessen Frau Elisabeth geb. Ungefugk, deren Vater landgräflich hessischer Küchenmeister und deren Oheim Hermann Kammermeister unter Landgraf Philipp war.
Er selbst heiratete am 21. Juli 1628 Anna Christina Krug. Sie wird dem Geschlecht der Krug von Nidda zugerechnet. Jedenfalls war sie Tochter des aus Spangenberg stammenden Nikolaus Krug (1575–1648), Professors der Mathematik und Logik am Collegium Mauritianum in Kassel. Dieser soll jedoch auch dem Geschlecht der Krug von Nidda angehört haben.
Der Ehe entstammten die Söhne Johann Christoph von Geyso (* 2. Dezember 1633 in Kassel; † 1669 in Völkershausen) und Valentin, und mehrere Töchter, darunter Anna Christina, die den fürstlich-sächsischen Rat und Oberamtmann Johann Albrecht von (dem) Brinck († 1694) ehelichte, Elisabeth, die Johann Friedrich von Boyneburg zu Lengsfeld († 1647) auf der Altenburg bei Felsberg heiratete, und Margarethe.

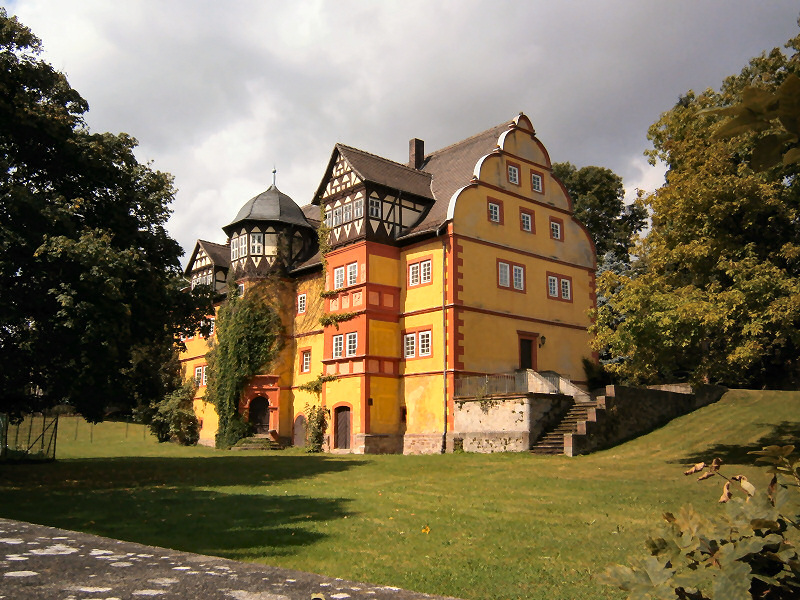
Geyso-Schloss Mansbach

Nach dem Erwerb der Rittergüter in Mansbach und Glaam gehörte er ab 1653 zur fränkischen Reichsritterschaft und bediente sich seitdem des Freiherrntitels, was zumindest nicht beanstandet wurde. Offiziell erhielt er erst am 3. August 1658 in Frankfurt am Main die Reichsadelsbestätigung als „Geyso zu Völkershausen und Mansbach“ sowie eine Wappenbesserung.

## Militärischer Werdegang
Frühzeitig wurde er von Landgraf Moritz dem Gelehrten zu Moritz von Oranien in die Kriegsschule geschickt, wo er eine militärische Ausbildung erlangte und grundlegende militärische Kenntnisse sich aneignete. Er diente als Soldat zuerst in den Niederlanden für Schwedische Truppen. Er war dann nochmals in schwedischen Diensten und dann wechselte er in polnische und russische über. Unter dem Grafen Matias von Thun wurde er als Hauptmann bei der Schlacht am Weißen Berg westlich von Prag am 8. November 1620 eingesetzt. Danach war er im Dreißigjährigen Krieg unter Mansfeld und dem Herzog von Sachsen-Weimar als Rittmeister in kriegerischen Unternehmungen tätig. Unter der Führung von König Christian IV. von Dänemark kämpfte er als Oberst bei Lutter am Barenberge nahe Goslar am 27. August 1626. Christian IV. erhielt hier eine entscheidende Niederlage gegen Tillys und Wallensteins Truppen.
1628 berief ihn die Landgräfin Juliane von Hessen-Rotenburg als Amtmann nach Eschwege. Nachdem Landgraf Wilhelm sich auf die Seite des Schwedenkönigs Gustav II. Adolf gestellt hatte, berief er den militärisch ausgebildeten und kriegserfahrenen Johann von Geyso zum General-Quartiermeister in die Führung seines Generalstabs. Johann von Geyso beriet den Landgrafen Wilhelm auf seinen ostfriesischen Feldzug nach Oldersum.
Als Truppenführer machte er sich 1636 bei der Verteidigung Paderborns gegen Geleen und Götz verdient. Er wehrte sich vom 5. August bis 15. August 1636 mit seinen Truppen energisch, geriet dann jedoch am 15. August in Gefangenschaft.
Nach dem Tod von Landgraf Wilhelm am 21. September 1637 nahm auch Landgräfin Amalie Elisabeth als Regentin Geysos Kriegsverstand und seine strategische Beratung in militärischen Angelegenheiten in Anspruch. Er nahm darüber hinaus weiterhin an zahlreichen Kampfhandlungen teil. 1641 befehligte er die hessischen Truppen bei der Belagerung von Dorsten und übergab die Stadt auf ehrenvolle Bedingungen. 1644 rief ihn Torstenson von der Grenze Ostfrieslands mit 2.300 Soldaten nach Magdeburg, wo er Gallas eingeschlossen hatte. Johann von Geyso war noch Zeuge von Gallas’ Flucht und der Zerschlagung dessen Heeres im Dezember 1644.
Er belagerte dann die Feste Heldrungen und zwang die Verteidiger zur Übergabe. Am 25. Juli 1645 entschied er durch sein kräftiges Eingreifen und die Tapferkeit seiner Truppen die Schlacht bei Allersheim. Im Januar 1646 nahm er Marburg trotz heftiger Gegenwehr des pommerschen Kommandanten Christian Willich ein. Den Oberbefehl der landgräflichen Truppen traute man ihm allerdings aus Mangel an persönlicher Eignung nicht zu, „da er mehr Muth des Herzens als des Geistes habe und sei nicht geeignet, in so schwierigen Zeiten den Oberbefehl zu führen“.
Für seine Verdienste wurde er Kommandant und Generalwachtmeister in Kassel. Als 1648 Landgräfin Amalie einen neuen Feldherrn suchte, fiel die Wahl diesmal auf Johann von Geyso. Er sollte den Krieg in Westfalen und am Rhein führen. Sein Gegner war der General Guillaume de Lamboy. Er wurde von diesem in Geseke eingeschlossen, und er verschuldete die Gefangennahme von Landgraf Ernst von Hessen-Rheinfels-Rotenburg. Am 4. Junijul. / 14. Juni 1648greg. schlug er Lamboy in der Schlacht bei Wevelinghoven bzw. Grevenbroich, nutzte aber die Vorteile des Siegs nicht und bot ihm eine erneute Schlacht an. Geyso nahm unter den Augen von Lamboy die Stadt Düren ein und machte sich zum Herrscher des Oberstifts Köln. Den von Landgraf Friedrich von Hessen-Eschwege, Generalmajor in schwedischen Diensten, geplanten Anschlag auf Paderborn vereitelte wiederum Lamboy.